# 9〜ジックナイト!
『9〜ジックナイト!』（きゅうジックナイト）は、2016年11月1日から2018年12月28日まで、朝日放送（ABC）ラジオで放送された音楽番組である。
番組終了時点での放送時間は、毎週火曜日 - 金曜日の21:05 - 21:50。2017年4月1日から2018年9月30日までは、毎週土曜日・日曜日の21:05 - 22:00（いずれもJST）にも放送枠を設けていた。

## 概要
2016年度のナイターオフシーズンより帯で放送されているリクエスト番組。開始当時の火曜・水曜のパーソナリティは女性DJのアイクルが本名の中野涼子名義で、木曜・金曜のパーソナリティは番組開始当初から男性DJの小早川秀樹が担当。
番組は、「とにかく歌いたくなる曲」そして「ちょっと懐かしい曲」を中心に選んで掛けている。曲のリクエストは、ハガキまたは番組公式サイトに設けられたメールフォームで行う。
2017年春の改編では『ABCフレッシュアップベースボール』のフィラー番組として、火曜 - 金曜の放送継続に加え、4月1日より土曜・日曜の放送を開始（21:05 - 22:00）。両曜日のパーソナリティは男性DJのタケモトコウジが務める。また火曜・水曜パーソナリティの中野（アイクル）は降板し、後任は井上麻子が務める。
2017年から、年度上半期は、全員『フレッシュアップベースボール』のスタジオMC（案内役）を兼務する。生放送であるため、ナイターの試合が延長した場合は試合終了後から5分間「ABCニュース」「ABC天気予報」を挟んでから開始することにし、レコード音楽を交えながら、当日のナイターの結果も伝えている。
2018年9月30日放送分で、週末の『9〜ジックナイト!』を廃枠。2018年10月6日から、土曜日の放送枠には、2018年10月からの新番組『リアルをぶつけろ!ハッシュタグZ』が、日曜日の放送枠には『松永貴志のミュージックファイル』（21:05-21:30）と『純次と直樹』（文化放送制作、21:30-22:00）がそれぞれ放送枠を移動して、編成されることになった。
2018年12月28日放送分で終了。2019年1月1日からは、2018年12月29日まで金曜日の22:00 - 25:00に放送されていた『下埜正太のショータイムレディオ』を火曜から金曜の帯番組として一新させることに伴って、当番組の最終放送枠を引き継ぐ。この改編によって、同番組の金曜放送分は、放送枠を約4時間（21:05 - 25:00）にまで拡大。2019年度以降のナイターイン編成でも継続される(ただし金曜日以外はナイター終了後のクッション扱いのため、短縮、休止の場合がある)。

### プロ野球シーズン中の関連番組
2017・2018年で阪神のデーゲームを中継する日曜日には、中継の終了から後続の『小林大作のメモリーズ・オブ・ユー』（通常は17時台に放送される収録番組）の開始まで放送時間に余裕が生じた場合に、当番組の体裁を生かしたコーナー『野球〜ジック』を『フレッシュアップベースボール』枠内で放送していた。
2018年の火 - 木曜日には、雨天中止などで阪神のナイトゲームを中継できない場合や、最初から阪神のナイトゲームを予定していない場合に、『フレッシュアップベースボール』ナイトゲーム中継の基本放送枠の大半（19:00頃 - 21:00）で『フライング9～ジック』（当番組から派生した生ワイド番組）を編成。『フライング9～ジック』の本番終了後に、「ABCニュース」「ABC天気予報」をはさんで、当番組を放送していた。

## パーソナリティ
- 井上麻子（火曜・水曜、2017年3月28日 - 2018年12月27日）
- 小早川秀樹（木曜・金曜、2016年11月3日 - 2018年12月29日）
- 田淵麻里奈[7]（2018年度の『フライング9〜ジック!』にのみ出演）

当番組が終了した2019年度の『ABCフレッシュアップベースボール』ナイトゲーム中継では、小早川が金曜日のみスタジオMCを引き続き担当。火 - 木曜日には、田淵がスタジオMCを務めている。

### 過去
- 中野涼子（火曜・水曜、2016年11月1日 - 2017年3月29日）
  - ABCラジオでは、2017年10月から『感度良好!中野涼子です』（毎週土曜日午後の生ワイド番組）のパーソナリティを担当中。土曜日に阪神のデーゲーム中継を『ABCフレッシュアップベースボール』として放送する場合には、同番組の終了直後から、タケモトがスタジオMCを担当する。逆に、中継予定のカードが中止になった場合には、『フレッシュアップベースボール』のスタジオバージョン扱いで中野が引き続き出演する。
- タケモトコウジ（土曜・日曜、2017年4月1日 - 2018年9月30日）